# Hans-Pavia Rosing
Hans-Pavia Rosing (født 22. juni 1948 i Nuuk, død 9. juli 2018) var en grønlandsk politiker og embedsmand. Han havde både partipolitisk uafhængige hverv og politiske hverv for partiet Siumut.
Han var søn af Peter Lars Nikolaj Rosing, som har siddet i det danske folketing i flere perioder.

## Hverv
- Formand for Inuit Circumpolar Conference 1980-1986[1]
- Folketingsmedlem for Grønland 1987-2001[1]
- Formand for Grønlandsgarveriet 1988-1992
- Styremedlem i World Conservation Union 1988-1991
- Medlem af Grønlands Landsting 1983-1984
- Formand for Landstingets Finansudvalg 1983-1984
- Landsstyremedlem for økonomi 1986-1987
- Formand for Folketingets udvalg for Grønlandslovene
- Medlem af den danske delegation til FNs generalforsamlinger i 1991-1993

I tillæg havde han en række andre hverv i organisationer knyttet til Grønland, grønlandsk kultur, politik, naturværn og næringsliv.
Rosing blev tildelt Grønlands Fredspris i 1985.